# SOMUA MTP
Le SOMUA MTP est un camion de chantier à cabine à capot fabriqué par SOMUA, présenté à la fin de l'année 1952. Dès janvier 1956, il est rebadgé SAVIEM.

## Histoire

### Contexte historique
À la fin de la Seconde Guerre mondiale, les travaux de reconstruction vont engendrer une demande importante de véhicules de transport et notamment de « camions bennes et de carrière ». En 1948, Willème est le seul constructeur français de poids lourds à proposer une gamme spécifique « chantier ». Les entreprises de BTP utilisent normalement les matériels provenant des surplus américains avec des moteurs diésélisés et transformés en benne. Ce créneau de marché délaissé mais en pleine expansion, va intéresser une autre marque française : SOMUA.
Jusqu'en 1955, la Société d'Outillage Mécanique et d'Usinage d'Artillerie - SOMUA est une des nombreuses composantes de la constellation Schneider. Jusqu'en 1949, comme tous les constructeurs automobiles français, elle doit subir le dictat du gouvernement français dans le cadre du plan Pons qui attribue arbitrairement à chaque constructeur le type de véhicule à fabriquer. SOMUA était intégré dans un groupement de constructeurs, l’Union Française Automobile (U.F.A), comprenant Panhard et Willème, qui ne peut produire que des camions de taille intermédiaire entre 8 et 10 tonnes. Cette union imposée va s’avérer très profitable à SOMUA qui prend en charge la fabrication d’un moteur diesel 6 cylindres type 4HL produit sous licence de l'américain Lanova. Ce moteur baptisé D615, d'une conception assez moderne, développe une puissance de 150 ch. Il va permettre à SOMUA de moderniser sa gamme de camions et lui ouvrir des perspectives dans le créneau peu exploité des véhicules à usage sévère, les chantiers. Dès la fin du plan Pons et le retour à une économie de marché (fermé et très protégé de l'étranger), les ingénieurs SOMUA vont travailler sur un prototype de camion « benne de carrière » qu’ils nomment MTP.

## Le SOMUA MTP
Le SOMUA MTP est largement inspiré du dumper Willème TE15. Le MTP est légèrement plus petit et pourvu d’une suspension à l’arrière. Il peut circuler sur la voie publique comme un camion ordinaire. Le châssis est réalisé sur une base renforcée du SOMUA JL17-150 auquel il emprunte l’essentiel de la chaîne cinématique. Étant donné la vocation « chantier » du véhicule, la cabine est à capot aux formes très anguleuses très semblable à celle du Willème, le parebrise en deux parties est plat et vertical.
Lors de sa présentation, SOMUA met en avant un solide châssis soudé en tôle d’acier de 12 mm d’épaisseur, un essieu avant forgé d’une seule pièce, spécialement étudié pour résister aux chocs, mais surtout une suspension avec des ressorts à lames reliés au châssis par des blocs de caoutchouc logés dans des boîtiers d’acier. La cabine repose également sur des blocs en caoutchouc appelés « silentbloc ».
Mais le SOMUA MTP va être immédiatement confronté à la dure réalité économique des professionnels du bâtiment.
Dès le début d'année 1953, le MTP, porteur benne 4×2 de 10 tonnes de charge utile, est commercialisé, suivi, quelques mois plus tard du MPTV, une version 6×4 de 15 tonnes de charge utile. Tous deux sont  spécialement conçus pour le travail sur les chantiers. Ils ne rencontrent pas le succès escompté, car ils sont pénalisés par deux  défauts rédhibitoires : un prix d'achat très élevé et une capacité de chargement trop faible. Ils ne sont pas en concurrence avec des camions de chantier, mais avec des camions classiques de route, peut être moins résistants mais beaucoup moins chers à l’achat. En aucun cas ils ne peuvent se mesurer aux camions que les entrepreneurs achètent dans des surplus américains GMC, Diamont T, White, qui ont une charge utile plus importante pour un prix dérisoire.
SOMUA essaye de corriger ces défauts et pour compenser la faible capacité des premiers modèles, propose une augmentation de la taille des pneumatiques, ce qui permet de charger plus le véhicule. Un nouveau pont arrière renforcé va rapidement s’imposer pour garantir la longévité et la robustesse du châssis qui s'était avérée insuffisante. En 1955, avec ces améliorations, le MPT et MTPV sont renommés MTP3 4x2 (12 tonnes) et MTPV3 6x4 (18 tonnes).
Les MTP3 et MTPV3 vont connaitre une diffusion limitée qui sera imputée en partie, aux lacunes et performances du service commercial et des concessionnaires SOMUA, étant peu habitués à démarcher les exploitants de carrières et les entreprises de BTP. Les MTP, MTPV n’auront jamais réussi à concurrencer Willème. 
La constitution de Saviem LRS va précipiter lentement leur fin. Saviem s’orientant vers une gamme routière basse et intermédiaire, délaissant le marché des gros véhicules spéciaux dans lequel Berliet très présent, rencontrait un grand succès. Trop chers face aux concurrents, les Saviem-SOMUA MTP – MTPV vont capituler lorsque les  Berliet GBO 6×4 et 6×6, modernes et plus puissants, seront commercialisés. Leur fabrication, après 4 ans d'incertitude sous le nom Saviem va prendre fin en 1960.